# Manila imperial
La frase Manila imperial (Imperial Manila en inglés) es un epíteto peyorativo en Filipinas, usado por algunos sectores de la sociedad filipina para referirse a la tendencia de la ciudad de Manila y su área metropolitana de dominar la vida socioeconómica y política de todo el país sin importar las necesidades de las demás regiones. Esa tendencia viene del centralismo político en Filipinas que, según sus proponentes, resulta en una actitud esnobista que se manifiestan los manileños y, de extensión, el gobierno, perjudicando así los filipinos que no viven en la capital.
A veces se resume esa tendencia con la máxima «Ni una sola hoja puede caer en nuestro país sin permiso de Malacañán», o la frase «Cuando Manila estornuda, Filipinas se resfría» del escritor Nick Joaquín.

## Historia
Se rastrea el uso más antiguo de la frase a 1927, cuando un artículo de la American Chamber of Commerce Journal empleó la frase para resumir las ponencias de dos casos ante la Corte Suprema sobre la gobernación local: Gabriel v. Junta Provincial de Pampanga y Luta v. Municipio de Zamboanga.
Empezó el uso contemporáneo de la frase en los tiempos de la Revolución EDSA de 1986, cuando los escritores políticos, especialmente los que viven fuera de Manila, empezaron usar la frase para criticar la dimisión forzada del dictador Ferdinand Marcos por la voluntad de los manileños sin la participación de los demás filipinos en las provincias. El columnista Amando Doronila, de origen ilongo, resumió este sentimiento en el Manila Times el día después de la Revolución EDSA:

El movimiento de poder popular ha sido un fenómeno de la Manila imperial. Su campo de juego es EDSA. Se han excluido los provincianos de su movimiento con su arrogancia y esnobismo insoportable, ignorando así la existencia de las masas trabajadoras y el paisanaje en la Filipinas agraria.